# Mount Wingen

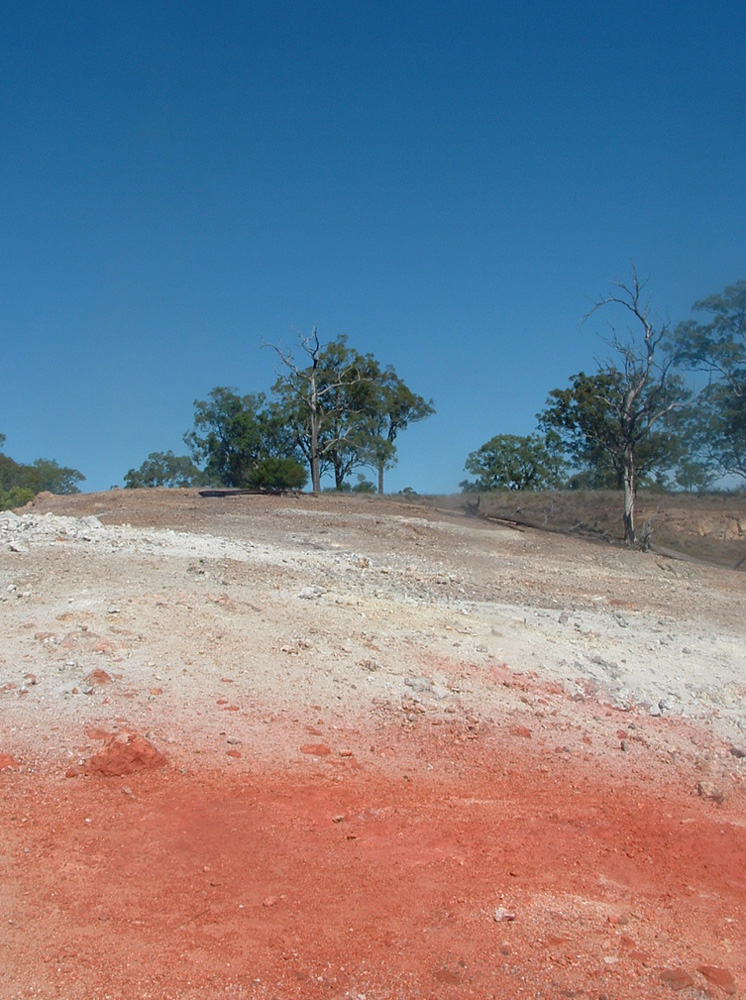
Widok na szczyt wzgórza

Mount Wingen – wzgórze położone w Nowej Południowej Walii w pobliżu miejscowości Wingen w Australii. Wzgórze znane jest popularnie jako Burning Mountain (dosł. Płonąca góra), pod jego powierzchnią znajduje się płonący pokład węgla. Jest to jedyny znany naturalnie płonący pokład węgla w Australii i zarazem najstarszy znany tego typu obiekt na świecie. Mount Wingen znajduje się na terenie rezerwatu przyrody Burning Mountain Nature Reserve.

## Nazwa
Oficjalna nazwa wzgórza, Wingen, wywodzi się z języka Awabakal, którym posługują się aborygeńskie plemiona Wonnarua i oznacza „ogień”. Wzgórze popularnie jest znane także jako Burning Mountain (dosł. Płonąca góra). Według aborygeńskiej legendy czasu snu, płonąca góra powstała w dawnych czasach, kiedy wojownicy plemienia Gamilaraay wybrali się na wyprawę w celu porwania kilku kobiet z plemienia Wonnarua. Zamieszkujące pobliskie tereny plemię Wiradjuri ostrzegło plemię Wonnarua przed atakiem i najlepsi wojownicy tego ostatniego plemienia wyruszyli na bitwę przeciwko planującym atak Gamilaraayom. Żona jednego z wojowników Wonnarua postanowiła poczekać na swojego męża w okolicach dzisiejszego łańcucha górskiego Liverpool Range. Kiedy jej mąż nie powrócił z wielkiej bitwy, zrozpaczona żona poprosiła boga niebios, Biami, aby ją zabił. Zamiast tego, Biami zamienił ją w kamień, a jej łzy zamieniły się w ogień, który na wieczność rozpalił górę.
Mount Wingen była znana Aborygenom przed przybyciem do Australii Europejczyków. Używali oni gorących skał do gotowania jedzenia i do pomocy w konstrukcji narzędzi.

## Odkrycie
Góra została odkryta przez europejskich osadników w Australii około 1828 . 19 marca 1828 w dzienniku „The Australian” opublikowano artykuł o odkryciu, jak wówczas sądzono, pierwszego aktywnego wulkanu na terenie Australii . Rzekomy wulkan został dokładniej zbadany przez Charlesa Wilsona rok później, w lutym 1829 . Wilson nie znalazł w pobliżu góry żadnych śladów aktywności wulkanicznej, ale nie był także w stanie dokładnie określić natury badanego zjawiska . Ocenił on, że jest to unikatowy fenomen – „jeden z przykładów sztuczek natury” .
W trakcie kilku wypraw na górę Wilson starał się określić położenie podziemnego pożaru, zmierzył także temperaturę widocznych na zewnątrz skał . Według jego ówczesnych pomiarów temperatura skał wynosiła około 170 °C, współczesne pomiary pokazują temperatury pomiędzy 100 a 300 °C .
Pomimo wielokrotnych wypraw badawczych, Wilson nie był w stanie określić dokładnej natury tego fenomenu . Sugerował on, że mogło powstać po trzęsieniu ziemi i mieć jakiś związek z działalnością ukrytego wulkanu, choć sam wcześniej nie znalazł w pobliżu żadnych skał wulkanicznych i wykluczył czysto wulkaniczne wyjaśnienie zjawiska . Niezależnie od Wilsona i bez jego wiedzy, w 1829 góra została zbadana przez Thomasa Mitchella, który także nie był w stanie wyjaśnić natury podziemnego ognia .
Burning Mountain była uważana przez niektórych badaczy za wulkan aż do czasu opublikowania artykułu „Phenomena about Burning Mountain, Wingen, New South Wales” autorstwa J.H. Rattigana opublikowanego w „Australian Journal of Science” w 1967 .

## Charakterystyka
Płonący pokład węgla znajduje się około 30 metrów pod ziemią, pożar przesuwa się z prędkością około jednego metra na rok w kierunku południowym. Szacuje się, że pożar trwa już od około 5500 lat. Wraz z wypalaniem się pokładu węgla, znajdujące się nad nim skały i ziemia zapadają się, tworząc bardzo nierówną powierzchnię z głębokimi pęknięciami. Jest to najstarszy znany podziemny pożar, a zarazem najstarszy znany aktywny pożar.
Współcześnie Mount Wingen znajduje się na terenie rezerwatu przyrody Burning Mountain Nature Reserve.